# Djurkarsbo
Djurkarsbo är en by i Huddunge socken, Heby kommun.
Byn omtalas i dokument första gången 1541 ("Diurkarboda"). Namnet syftar på den fornsvenska yrkesbeteckningen diurakarl som betyder jägare. Jordeböckerna 1541–1545 upptar Djurkarsbo som en utjord till Halsingeby, från 1547 räknas Djurkarsbo som ett skattehemman, gården är samma som tidigare räknats till Hallsjö och har fortsatt kallas Hallsjö södergård eller Hallsjö Djurkarsbo. Jordeboken 1651 upptar Djurkarsbo som ett skattehemman med en skatteutjord i byn. Mantalslängden 1653 upptar fyra hushåll, mantalslängden 1662 fem hushåll, mantalslängden 1687 sex hushåll samt en utfattig änka.
bland bebyggelser på ägorna märks torpet Långdäljan, torpet Norrgrind eller Jonases, Nyby, som togs upp som en ny fastighet i början av 1800-talet men fick sitt namn efter ett torp på andra sidan ägogränsen i Granberga, numera räknas flera fastigheter under Granberga och Djurkarsbo till Nyby. Nybylund eller Skräddars uppfördes i början av 1900-talet, torpet Trämossen och det bredvid liggande Trämoss-Lasses.